# Primera División 1958 (Venezuela)
La Primera División 1958 fu la 38ª edizione della massima serie del campionato venezuelano di calcio, e fu vinta dal Deportivo Portugués.

## Avvenimenti
Il Deportivo Portugués debuttò nel campionato vincendo il titolo; in panchina il brasiliano Orlando Fantoni ottenne la sua seconda vittoria consecutiva dopo quella dell'anno precedente con l'Universidad Central.

## Partecipanti
- Danubio Caracas
- Dep. Español
- Dep. Portugués
- Estudiantes Ven.
- La Salle

## Classifica finale
|                      | Pos. | Squadra          | Pt | G | V | N | P | GF | GS | DR |
| -------------------- | ---- | ---------------- | -- | - | - | - | - | -- | -- | -- |
| Venezuela (bandiera) | 1.   | Dep. Portugués   | 11 | 8 | 5 | 1 | 2 | 11 | 6  | +5 |
|                      | 2.   | Dep. Español     | 10 | 8 | 5 | 0 | 3 | 14 | 12 | +2 |
|                      | 3.   | Estudiantes Ven. | 9  | 8 | 3 | 3 | 2 | 13 | 10 | +3 |
|                      | 4.   | La Salle         | 6  | 8 | 2 | 2 | 4 | 8  | 10 | -2 |
|                      | 5.   | Danubio Caracas  | 4  | 8 | 1 | 2 | 5 | 6  | 14 | -8 |

Legenda:

         Campione del Venezuela 1958
Note:
Due punti a vittoria, uno a pareggio, zero a sconfitta.

## Statistiche

### Classifica marcatori
| Gol |  |  | Giocatore    | Squadra        |
| --- |  |  | ------------ | -------------- |
| 6   |  |  | René Irazque | Dep. Portugués |